# Robert Stanton
Robert Lloyd Stanton (San Antonio (Texas), 8 maart 1963) is een Amerikaans televisie- en theateracteur en toneelregisseur

## Biografie
Stanton werd geboren in San Antonio (Texas), maar groeide op in Annandale (Virginia). Hij leerde het acteren op de Tisch School of the Arts, een onderdeel op de New York University. Zijn acteercarrière begon in 1985 in het theater in het toneelstuk Measure for Measure, sindsdien heeft hij nog in meerdere toneelstukken gespeeld zoals Maria Stuart en Twelfth Night.
Stanton begon in 1988 met acteren voor televisie in de film The House on Carroll Street. Hierna heeft hij nog meerdere rollen gespeeld in films en televisieseries zoals A League of Their Own (1992), Dennis the Menace (1993), The Cosby Mysteries (1994-1995), Striptease (1996), Red Corner (1997), Mercury Rising (1998), The Stepford Wives (2004) en Confessions of a Shopaholic (2009).

## Filmografie

### Films
Uitgezonderd korte films.
- 2016 Jason Bourne - als overheidsadvocaat
- 2015 True Story - als Jeffrey Gregg
- 2010 Arthur 3: la guerre des deux mondes – als Armand
- 2009 Arthur et la vengeance de Maltazard – als Armand
- 2009 Confessions of a Shopaholic – als Derek Smeath
- 2008 Gigantic – als James Weathersby
- 2006 Find Me Guilty – als Chris Newberger
- 2004 The Stepford Wives – als Ted Van Sant
- 2003 Head of State – als adviseur
- 2002 The Quiet American – als Joe Tunney
- 2000 Happy Accidents – als Fetischist
- 1998 Mercury Rising – als Dean Crandell
- 1998 Next Stop Wonderland – als Robert
- 1997 Red Corner – als Ed Pratt
- 1997 Hudson River Blues – als Jeff
- 1997 Washington Square – als Arthur Townsend
- 1996 Striptease – als Erb Crandal
- 1994 Don't Drink the Water – als mr. Burns
- 1994 The Cosby Mysteries – als John Chapman
- 1993 Dennis the Menace – als Henry Mitchell
- 1992 Bob Roberts – als Bart Macklerooney
- 1990 Love or Money – als Dudley
- 1989 Margaret Bourke-White – als Lloyd-Smith
- 1988 The House on Carroll Street – als Dionysus

### Televisieseries
Uitgezonderd eenmalige gastrollen.
- 2022 Pretty Little Liars: Original Sin - als schoolhoofd Marshall Clanton - 6 afl.
- 2017 - 2018 Mr. Mercedes - als Anthony 'Robi' Frobisher - 11 afl.
- 2013 Orange Is the New Black - als Maury Kind - 2 afl.
- 2003 The Brotherhood of Poland, New Hampshire – als dr. Patz – 2 afl.
- 1996 – 1997 Cosby – als mr. Acker – 2 afl.
- 1995 Central Park West – als Tom Chasen – 2 afl.
- 1994 – 1995 The Cosby Mysteries – als John Chapman – 14 afl.

### Computerspellen
- 2006 Bully – als Mr. Galloway
- 2003 Manhunt – als Smiley

## Theaterwerk

### Acteur
- 2024 Uncle Vanya - als Vanya (understudy)
- 2019 Ink - als Bernard Shrimsley
- 2018 Saint Joan - als Chaplain de Stogumber / een Engelse soldaat / Steward to Baudricourt
- 2010 A Free Man of Color – als Lord Harcourt / Kapitein van LeClerc / Georges Feydeau
- 2009 Maria Stuart – als Sir William Davison
- 2008 Love Child – als ??
- 2007 The Coast of Utopia (Deel 3 – Salvage) – als Ernest Jones
- 2006 The Coast of Utopia (Deel 2 – Shipwreck) – als Franz Otto
- 2006 The Coast of Utopia (Deel 1 – Voyage) – als Stepan Shevyrev
- 2006 The Right Kind of People – als Tom Rashman
- 2005 On the Razzle – als Weinbert
- 2002 Twelfth Night – als Sir Andrew Aguecheek
- 2002 The Resistible Rise of Arturo Ui – als ??
- 1998 Cymbeline – als Cloten
- 1992 A Small Family Business – als Roy Ruston
- 1985 Measure for Measure – als ??
- ???? All in the Timing – als ??

### Theaterregisseur
- 1995 Don Juan in Chicago

- Biblioteca Nacional de España: XX5180382
- Bibliothèque nationale de France: cb167283471 (data)
- International Standard Name Identifier: 0000 0003 6756 0662
- Library of Congress Control Number: no2016108562
- Système universitaire de documentation: 181694816
- Virtual International Authority File: 232241918
- WorldCat: E39PBJqw7hvKtKTw8wYDpQqxXd